# Corrent de les Antilles

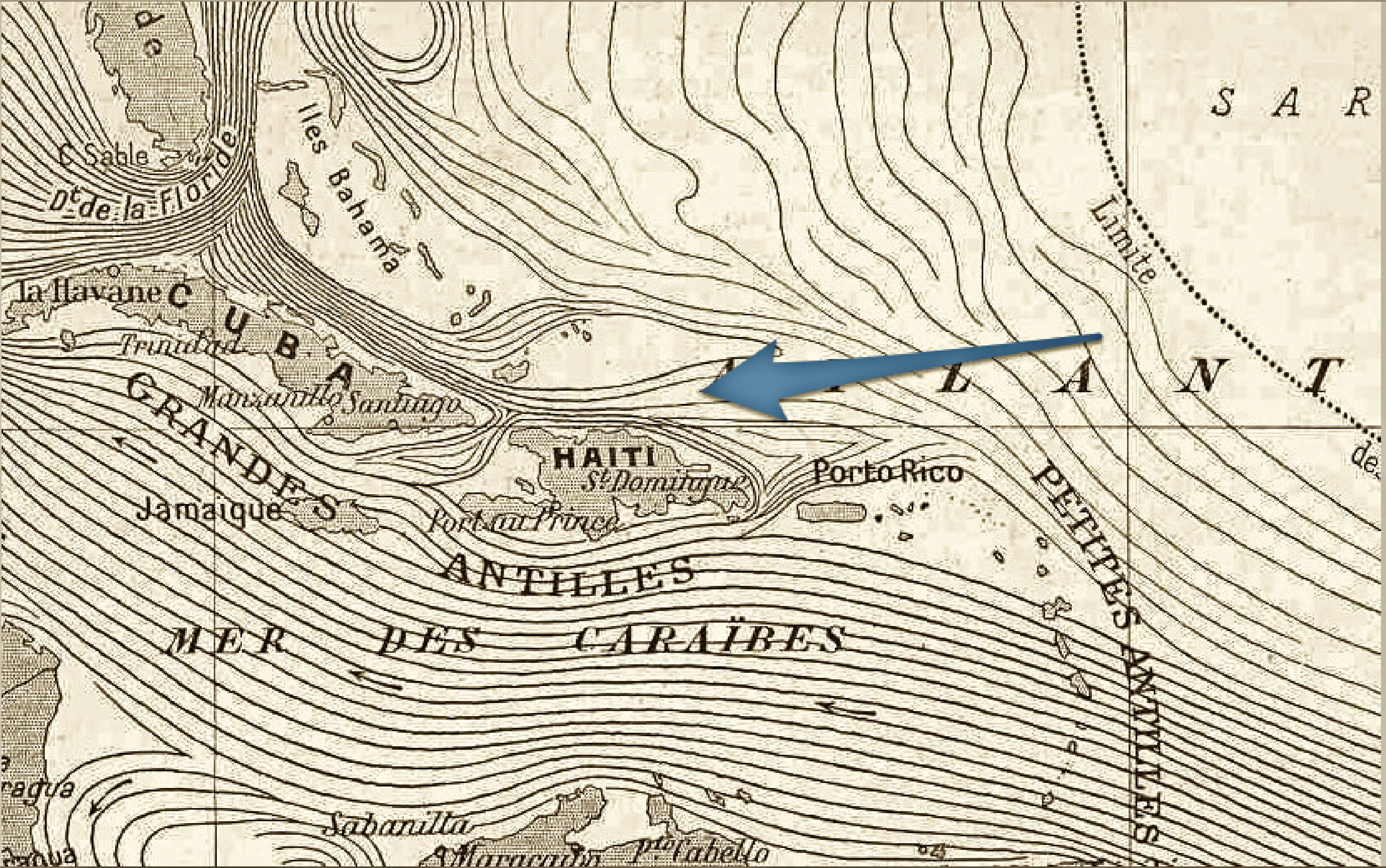
El corrent de les Antilles.

El corrent de les Antilles és un corrent oceànic calent, superficial i molt variable, que flueix cap al nord-est després d'haver superat la cadena d'illes que separa la Mar del Carib de l'Oceà Atlàntic.

## Característiques
El corrent, que és originat del flueix del Corrent Equatorial Nord, flueix en sentit horari segons un cicle giratori posicionat en l'Oceà Nord-Atlàntic.
Discorre al nord de Puerto Rico, Hispaniola i Cuba, però resta al sud de les Bahames, facilitant les comunicacions marítimes entre l'Oceà Atlàntic i les costes septentrionals d'aquestes illes. Es connecta al Corrent del Golf a la intersecció amb l'Estret de Florida.
Donada la seva baixa velocitat i les aigües riques de nutrients, el Corrent de les Antilles és molt explotat per la pesca en les illes del carib. Es mou paral·lel al també ric de nutrients corrent del Carib, que flueix al sud de Port Rico i Cuba, a prop de la costa de Colòmbia i Veneçuela.